# Amphiroa beauvoisii
Amphiroa beauvoisii é o nome botânico  de uma espécie de algas vermelhas pluricelulares do gênero Amphiroa.
São algas marinhas encontradas na Europa, América do Norte, América Central, América do Sul, África, Ásia, Antártica e ilhas subantárticas, do Oceano Atlântico, do Caribe e do Oceano Pacífico.